# 2207 Antenor
2207 Antenor (1977 QH1) là một thiên thể Troia của Sao Mộc, trong nhóm Troia, được phát hiện ngày 19 tháng 8 năm 1977 bởi N. S. Chernykh ở the Crimean Astrophysical Observatory.